# Szebeni csata
A nagyszebeni vagy szebeni csata fegyveres összecsapás volt a Magyar Királyság és az Oszmán Birodalom hadserege között 1442. március 18-án és március 22-én Marosszentimre és Nagyszeben mellett. A magyar haderőt Hunyadi János irányította. A szebeni csata volt Hunyadi harmadik győzelme az oszmánok felett Szendrő 1437-es megmentése és Ishak bég legyőzése után félúton Szendrő és Belgrád között 1441-ben.

## Ellentmondás a csata helyszínével kapcsolatban
A Hunyadi és Mezid bég között lezajlott csatát a régebbi történetírás Szebenhez köti, míg a modern történetírás a Vaskapu-szoroshoz helyezi a csatát. Pálosfalvi Tamás történész szerint a győztes csata helyszínét Székely Ottokár meggyőzően azonosította a Vaskapu közelében, Délnyugat-Erdélyben Hunyad vármegyében. Ezt a következtetést számos korabeli dokumentum támasztja alá, azonban Pálosfalvi szerint sajnálatos módon egyes szerzők továbbra is a korábbi történetírás téves állításaira támaszkodnak.
Pálosfalvi Tamás történész szerint Hunyadi nem vett részt az első marosszentimrei csatában.

## Előzmények
1438-ban az oszmánok megtámadták Erdélyt, ahol 1437-ben a Nagy Antal vezette parasztfelkelés leverte az oszmánokat. Az oszmánok 45 napig akadály nélkül támadták az erdélyi szász földeket és a magyar falvakat, mezővárosokat.
1441-ben Hunyadi János került hatalomra. Hunyadi megtámadta az oszmánokat Szerbiában, és a szendrői csatában Ishak bég legjobbjait verte meg. II. Murád oszmán szultán 1442 márciusában portyázásokat indított Erdélybe. Mezid bég 16 000 akindzsi lovas portyázót vezetett Erdélybe, átkelve a Dunán. Havasalföldre Nikápolyon át, és onnan vonultak észak felé.

## A csata
Március 18-án Lépes György püspök erői (2000 fő) összecsaptak Mezid bégével Sepsiszentgyörgy közelében. Az oszmánok nagy erőkkel győztek, Hunyadi kénytelen volt visszavonulni, de Mezid nem üldözte Hunyadit. Lépes fogságba esett, a bég pedig lefejezte a püspököt.
Hunyadi serege Nagyszeben közelében egyesült újra. Kamonyai Simon  páncélját Hunyadi páncéljára cserélte, hogy a törökök elhiggyék, ő Hunyadi. Kamonyai majd támadást hajtott végre, Hunyadi pedig megkerülte Mezid seregét. Kamonyai az akcióban elesett, Hunyadi azonban a magyar nehézlovassággal megtámadta Mezidet, szétverte a törököket és megölte a béget.

## Következmények
Mezid veresége és halála miatti megtorlásként 1442 augusztusában Seháb ed-Din ruméliai beglerbég (bejler-bej) megszállta Erdélyt. Szeptember 6-án a Déli-Kárpátokban, a Vaskapu-hágó mellett, a zajkányi csatában Hunyadi János erdélyi vajda hatalmas vereséget mért a beglerbég seregére. Ez volt Hunyadi pályafutásának második legnagyobb győzelme, melyet jelentőségben csak az oszmán szultán serege fölött aratott győzelme előzte meg Nándorfehérvár 1456-os ostrománál.

## Fordítás
Ez a szócikk részben vagy egészben  a   Battle of Hermannstadt című angol Wikipédia-szócikk ezen változatának fordításán alapul.  Az eredeti cikk szerkesztőit annak laptörténete sorolja fel. Ez a jelzés csupán a megfogalmazás eredetét és a szerzői jogokat jelzi, nem szolgál a cikkben szereplő információk forrásmegjelöléseként.